# Kathryn Grody
Kathryn Grody és una actriu i escriptora estatunidenca.

## Primers anys de vida i educació
Va estudiar interpretació a l'HB Studio de Nova York.

## Carrera professional
Grody va escriure i va actuar a l'obra autobiogràfica Mom's Life.

## Vida personal
Està casada amb l'actor i cantant tenor Mandy Patinkin des del 1980 i tenen dos fills, Isaac i Gideon. El 2020, Gideon va començar a filmar i fotografiar la vida quotidiana de Grody i Patinkin, publicant imatges i clips a diverses xarxes socials. La parella aviat va desenvolupar un nombre significatiu de seguidors a les xarxes socials. Més tard aquell mateix any, Grody i Patinkin es van associar amb Swing Left, creant vídeos amb els seus fills per animar la gent a votar per Joe Biden a les eleccions presidencials dels Estats Units del 2020.

## Filmografia (com a actriu)
| Any  | Títol                           | Rol              | Notes |
| ---- | ------------------------------- | ---------------- | ----- |
| 1975 | The Fortune                     | Police Secretary |       |
| 1976 | Harry and Walter Go to New York | Barbara          |       |
| 1978 | The Big Fix                     | Wendy Linker     |       |
| 1979 | Rich Kids                       | Gym Teacher      |       |
| 1979 | The Rose                        | Reporter         |       |
| 1980 | My Bodyguard                    | Ms. Jump         |       |
| 1981 | Whose Life Is It Anyway?        | Mrs. Boyle       |       |
| 1981 | Reds                            | Crystal Eastman  |       |
| 1988 | Another Woman                   | Cynthia          |       |
| 1989 | Parents                         | Miss Baxter      |       |
| 1989 | The Lemon Sisters               | Nola Frank       |       |
| 1990 | Quick Change                    | Mrs. Edison      |       |
| 1993 | Life with Mikey                 | Mrs. Corman      |       |
| 1996 | Pie in the Sky                  | Amy's Mom        |       |
| 1997 | Men with Guns                   | Harriet          |       |
| 1999 | Limbo                           | Frankie          |       |